# 帝辛
帝辛（ていしん、拼音: Dì Xīn、紀元前1100年ごろ）は、殷の第30代（最後の）王。周の武王に滅ぼされた。一般には紂王（ちゅうおう、拼音: Zhòu Wáng、単に紂とも）の名で知られる。
いずれも周王朝が殷を滅ぼした後で名付けたものであり、存命中の名は不明だが「王辛」の可能性もある。なお周王朝が付けた紂王の紂の字は、戦国時代の竹書である『容成氏』では「受」と書かれている。
史書によれば帝乙の末子。異母兄に微子啓と微仲衍らがいる。子に武庚禄父らがいる。史書では悪評が高い。酒池肉林の名で知られる放蕩や暴政が記されており、『史記集解』には「義を残（そこ）ない、善を損なうを紂と曰う」と記されるなど、後世に暴君の代名詞となった。

## 在位
在位はおよそ30年と推定されている。殷墟からは帝辛が埋葬される予定だったと思われる空墓が発見されているために、当時としてはいつ亡くなっても不思議ではない年齢で最期を迎えたと推測されている。

## 考古学的研究
殷墟から出土した甲骨文によれば、帝辛は歴代王と同様に祖先祭祀に努めたことが判明している。「帝辛は神への祭祀をする事厚い」(後出)。逸周書には「紂王不敬神明」との非難があり、この一文を人身御供を廃止した証拠だとする針小棒大な主張も在るが、考古学的には紂王時代の遺跡は人を生贄に捧げる人祭と虐殺人骨が前代よりも増加している。
帝辛の代に「東の人方（東夷）と言う部族を討ち国勢は盛んになった」と見なす研究がある。しかし盂方の離反と鎮圧などで国力が不安定になったと見る研究もある。甲骨文によれば「帝辛は神への祭祀をする事厚く、東の人方と言う部族を討ち国勢は盛んになった」と記されて居り、頻繁に他部族の虐殺と生贄祭祀を行ったために、そのことが周によって残された史書に帝辛の悪事として記されたと考えられる。殷周革命は、周が衰えた殷に取って変わったというよりは、東夷との戦争や残虐苛烈な支配制度によって人心の後背を招き、多数の反乱に由り土崩瓦解したと思われる。周の地で出土した甲骨文の記述によると、周が密かに殷の東方に位置する部族へ連携を申し込んだ記述が認められる。この甲骨文は現在、宝鶏青銅器博物館研究所で保管されている。

## 史書での記録[6]

### 生涯
帝辛は美貌を持ち、弁舌に優れ、頭の回転が速く、力は猛獣を殺すほど強かったという。それゆえ臣下が愚鈍に見えて仕方なく、諫言を受けても得意の弁舌で煙に巻いてしまった。そのため帝辛の増長はつのり、「天王」を自称するようになる。神への祭祀をおろそかにし、重税をかけて天下の宝物を自らの物にし、尤渾や費仲といった佞臣を重用、愛妾の妲己に溺れ、日夜宴会を開いて乱交にふけった。また、彼女の言うことは何でも聞き入れ実行した。この時、帝辛は肉を天井から吊るし林に見立て、酒を溜めて池に見立て、その上で女性をはべらかしながら、ほしいままにこれらを飲み食いした。ここから度を過ぎた享楽の事を「酒池肉林」と呼ぶようになった。
親戚に箕子と比干という賢人がいた。箕子は帝辛が象牙の箸を作ったと聞き、「象牙の箸を使うなら陶器の器では満足できず、玉の器を作る事になるだろう。玉の器に盛る料理が粗末では満足できず、山海の珍味を乗せる事になるだろう。このように贅沢が止められなくなってしまうに違いない」と危惧し、贅沢をやめるように諫言したが、帝辛はまったく受け入れず、誅殺を恐れた箕子は狂人の振りをして奴隷の身分になった（これが後に「箕子の憂い」という故事成語となっている）。比干は、当時行われていた炮烙と言う残酷な刑罰をやめるように諫言した。しかし帝辛は聞き入れず、「聖人の心臓には七竅（顔にある7つの穴）があるという。それを見てみたいものだ」と言い、比干は胸を切り裂かれ、心臓を抉り出されて殺された。
当時、殷の最も重要な地位であった三公には、諸侯の中の実力者である西伯昌（後の文王）・九侯・鄂侯が就いていた。九侯には美しい娘がおり、帝辛はこれを妾にした。しかし、九侯と鄂公に謀反の疑いがあると知り、九侯を塩辛に、鄂侯を乾肉に処する酷刑を行い、九侯の娘も処刑した。さらに西伯昌にも謀反の疑いがあることを崇侯虎が密告した。同時に費仲もそのことを感付いて、彼を幽閉することを助言し、帝辛は西伯昌を羑里という所に幽閉した。その後、彼は財宝と領地を帝辛に献上することを条件に釈放された。
やがて西伯昌が死に、武王が立つと、ついに天下の諸侯は帝辛を倒すために立ち上がった。武王は文王の位牌を掲げ軍を起こした。その後天の声を聞いた武王はいったん兵を退かせたが、その二年後再び軍を起こし、両軍は牧野で激突した。この時殷軍は70万を超える大軍であったが、その軍は奴隷が多く占め、戦意がないどころか武王がやってくるのを待ち望んでいたほどのありさまで、殷軍はあっというまに大敗した。
首都の朝歌に撤退した帝辛は鹿台に上り、焼身自殺した。その死体は武王により鉞で首を断たれた。

### 評価
帝辛についての伝記は暴政や悪事についてが殆どであるが、殷を倒した周が武王の功績を讃え統治を正当化する意図で暴君として描いたとも考えられる。『論語』の中で孔子の弟子子貢は「殷の紂王の悪行は世間で言われているほどではなかっただろう」旨の言葉を述べており、相当の悪評がある一方で、それに対して懐疑的な見方も既にあったことがわかる。
祭祀をおろそかにしたという記録に対し、旧式の祭祀を改良し簡略化しようとしたとの主張もある。殷の祭祀では人肉食（烄…焼く，俎…塩漬け，而…煮る）が行われていて、『韓非子』の喩老編や『史記』では、紂王の行った炮烙という捕虜，生贄や罪人を焼く行為が記録されている。
後の世に夏の桀と共に「夏桀殷紂」と呼ばれ、暴君の代名詞となったが、両者の人物像や最期は酷似している。美女（末喜と妲己）に溺れ、政を省みず豪著な宴会（肉山脯林と酒池肉林）を催し、諫言をする臣を殺して回り、次代の王（湯王と文王）を幽閉し、名臣の補佐（伊尹と太公望）を受けた英雄に滅ぼされるという筋書きである。夏の実在が疑問視されていた時代には、帝辛の逸話を元に桀の人物像が作られたという説が有力であったが、遺跡の発見などにより夏が実在した可能性が高まっている現在では、桀の伝説に欠けている部分を帝辛の逸話から流用することによって、後の時代に穴埋めをしていったのではないかという説が有力になっている。なお、殷墟から出土している甲骨文の卜辞には妲己に関する文献は見つかっていない。

## 説話
『封神演義』などをはじめとした小説作品において、紂王の名で広く登場が見られる。日本でも高井蘭山『絵本三国妖婦伝』などに妲己の正体を天竺・中国・日本をまたにかけた九尾の狐であるとした物語が描かれ、そこに登場している。

## 関連作品
古典物語
- 封神演義

映画
- 封神伝奇 バトル・オブ・ゴッド（2016年、演：レオン・カーフェイ）
- モンスター・オブ・ダイナスティ 王朝の妖怪（2020年、演：リック・シュー）
- リベンジ・クイーン 封神:妲己（2021年、演：サミー・サム）
- 封神・妖姫とキングダムの動乱（2023年、演：クリス・フィリップス）

テレビドラマ
- 封神演義（2007年、演：マ・ジンタオ）
- 封神演義～逆襲の妲己～（2009年、演：レイ・ロイ）

漫画
- 殷周伝説・太公望伝奇